# Dircenna chloromeli
Dircenna chloromeli is een vlinder uit de familie Nymphalidae. De wetenschappelijke naam van de soort is voor het eerst geldig gepubliceerd in 1942 door Forbes.